# Pfarrhaus (Petersthal)

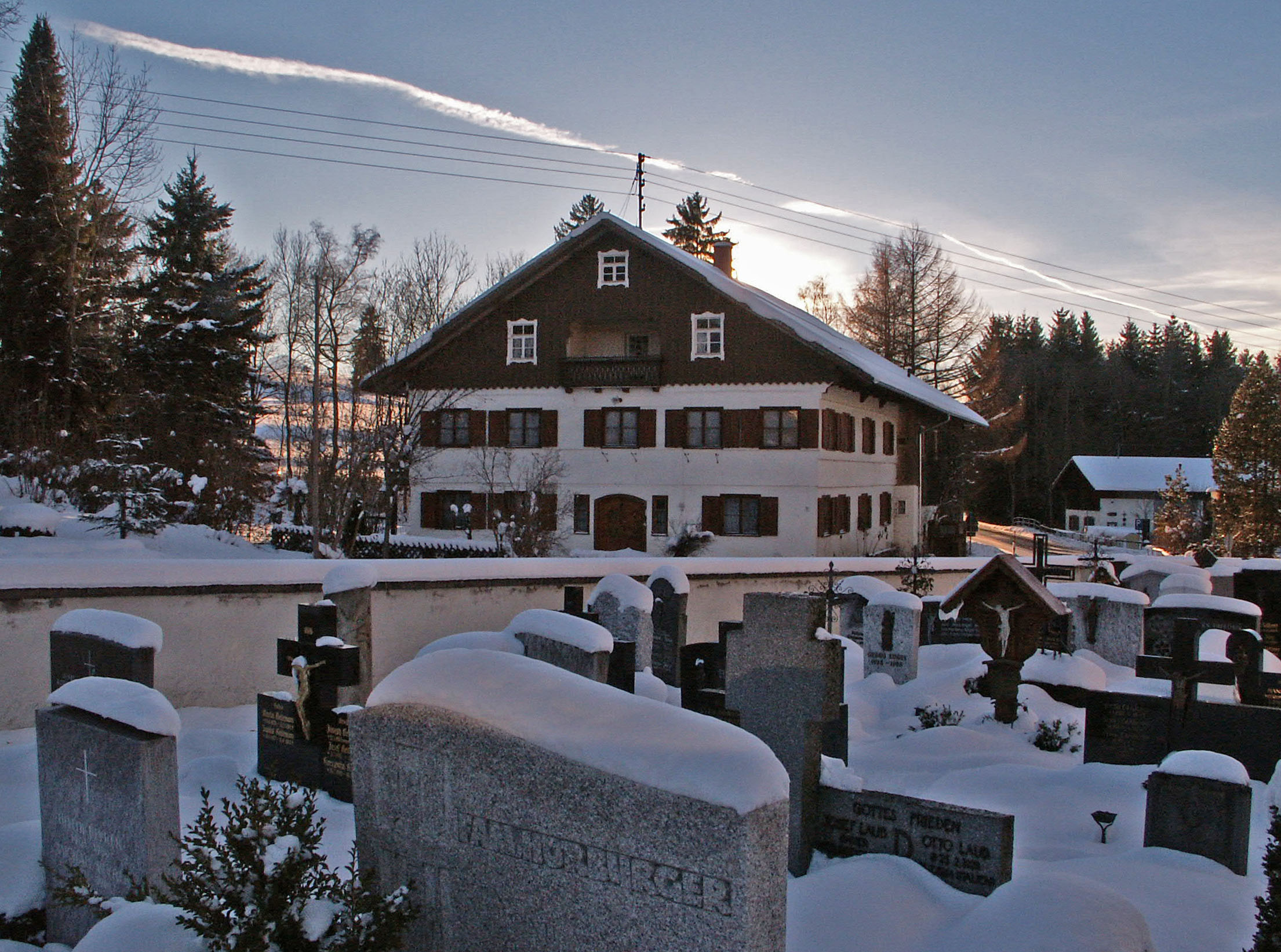
Pfarrhaus in Petersthal

Das Pfarrhaus in Petersthal, einem Gemeindeteil von Oy-Mittelberg im Landkreis Oberallgäu im bayerischen Regierungsbezirk Schwaben, wurde in der Mitte des 18. Jahrhunderts errichtet. Das Pfarrhaus an der Thalstraße 31 ist ein geschütztes Baudenkmal.
Der zweigeschossige Satteldachbau mit verschaltem Giebel und mit Hochlaube besitzt vier zu fünf Fensterachsen.